# Koljuškovití
Koljuškovití (Gasterosteidae) jsou čeleď paprskoploutvých ryb s pěti klasifikovanými žijícími rody: Apeltes DeKay, 1842, Culaea Whitley, 1950, Gasterosteus Linnaeus, 1758, Pungitius d'Annone, 1760 a Spinachia Cuvier, 1816. Celkový počet druhů je nejistý, situaci komplikují zejména druhové komplexy okolo koljušky tříostné (Gasterosteus aculeatus) a devítiostné (Pungitius pungitius). První jmenovaná se vyskytuje i na českém území, kam byla vysazena ještě před koncem první světové války.
Koljuškovití byli tradičně řazeni do příbuzenstva jehel v řádu volnoostní (Gasterosteiformes), molekulární fylogenetika však tuto hypotézu zavrhla a k roku 2025 čeleď patří do revidovaného řádu ostnoploutvých (Perciformes). Fosilní záznam této čeledi sahá až do miocénu.
Největší koljušky dosahují velikosti asi 18 cm. Tělo mívají protáhlé a zploštělé, někdy s kostěnými štítky na bocích. Charakterizuje je 3–16 trnů na hřbetě následovaných normální hřbetní ploutví se 6–14 paprsky. Břišní ploutve nesou 1 trn a 1–2 měkké paprsky a ocasní ploutev nese 12 paprsků. Někdy dochází k redukci břišních ploutví.
Jde o predátory drobných organismů v mořských, brakických i sladkých vodách severní polokoule. Vyznačují se ritualizovaným pářením a samčí péčí o potomky. Samci prostřednictvím ledvin vytvářejí sekret, který se ve vodě sráží v lepkavou hmotu; tou následně slepují kusy vegetace do podoby hnízd, v nichž probíhá tření. Samci zde posléze střeží snůšku i vylíhnuté potomstvo.
Koljušky patří mezi důležité modelové organismy evoluční biologie (včetně evolučně-vývojové biologie), genetiky, etologie i fyziologie.